# Andraca röpkei
Andraca röpkei är en fjärilsart som beskrevs av Felix Bryk 1944. Andraca röpkei ingår i släktet Andraca och familjen silkesspinnare. Inga underarter finns listade i Catalogue of Life.